# David Berezin
David Berezin, född 16 oktober 1909 i Stockholm, död 9 februari 1987, var en svensk läkare.
Berezin blev medicine licentiat vid Karolinska institutet i Stockholm 1937 och medicine doktor vid Lunds universitet 1954 på avhandlingen Pelvic insufficiency during pregnancy and after parturition: A clinical study. Han innehade olika läkarförordnanden 1935–48, var underläkare vid kvinnokliniken på Malmö allmänna sjukhus 1948–54, förste underläkare och biträdande överläkare där 1954–55 samt överläkare vid kvinnokliniken på Ängelholms lasarett 1956–74. Han författade skrifter obstetrik, gynekologi och endokrinologi.